# Coreografia di un delitto
Coreografia di un delitto (Dancing Machine) è un film del 1990 diretto da Gilles Béhat.